# Familia boierilor Budișteanu
Familia boierilor Budișteanu este una din vechile familii boierești pământene, e originară din comuna Budeasa, județul Argeș, pe malul stâng al râului Argeș, aproape de Pitești.

## Origine și genealogie
În comuna Bordei Verde se mai păstrează conacul familiei, construit în 1768 de marele armaș Șerban Budișteanu.
La 1786 trăiau pe moșia lor părintească trei frați Budișteanu: Răducan, Șerban și Nicolae.
Răducan (Radu) Budișteanu era biv treti vistier (fost vistier al treilea, treapta inferioară a dregătoriei) la 1794 și a avut doi copii: clucerul Ion (Ioniță) Budișteanu și căpitanul Dumitru Budișteanu.
În anul 1845 clucerul Ioniță Budișteanu devine proprietar al moșiei Filiu din județul Brăila, înființând satul Budișteanu, care mai apoi își va lua numele de Filiu, de la o fostă proprietară a unei părți de moșie, „Filianca”.
Ioniță Clucerul-Budișteanu va fi și ctitorul bisericii din Filiu, la anul 1845.
Ioniță Budișteanu avea să fie numit reprezentantul proprietarilor de moșii în comisia mixtă pentru discutarea reformelor necesare în agricultură, înființată la nivelul județului Brăila, în anul revoluționar 1848.
Inundațiile catastrofale din anul 1970 aveau să dea lovitura de grație satului Filiu, sat deja grav afectat de distrugerile din timpul războiului, cândfusese distrus aproape în întregime de bombardamentul Armatei Roșii din ultima parte a lunii august 1944. Singurul martor rămas din fostul sat Filiu sunt ruinele bisericii ctitorite de clucerul Budișteanu.

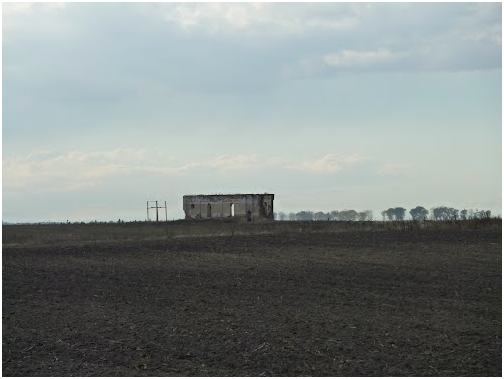
Ruinele bisericii clucerului Ioniţă Budişteanu (1845) din satul Filiu